# Pé de Serra
Pé de Serra är en kommun i Brasilien.   Den ligger i delstaten Bahia, i den östra delen av landet, 1 000 km öster om huvudstaden Brasília. Antalet invånare är 13 752.
Omgivningarna runt Pé de Serra är huvudsakligen savann. Runt Pé de Serra är det glesbefolkat, med 20 invånare per kvadratkilometer.